# Anna Chlebounová
Anna Chlebounová, rozená Burešová (4. prosince 1875 Bučina – 14. března 1946 Džbánov) byla československá politička, meziválečná poslankyně a senátorka Národního shromáždění.

## Biografie
Byla matkou šesti dětí. Vychodila osm tříd venkovské školy. V roce 1918 se stala jednou z osmi prvních poslankyň. Politické zkušenosti získala již předtím, když byl počátkem 20. století její manžel zvolen starostou domovské obce a ona pomáhala s administrativou.
V letech 1918-1920 zasedala v Revolučním národním shromáždění za agrárníky. V parlamentních volbách v roce 1920 získala poslanecké křeslo v Národním shromáždění a mandát v parlamentních volbách v roce 1925 obhájila.
Později přešla do horní komory parlamentu. V parlamentních volbách v roce 1929 získala senátorské křeslo v Národním shromáždění. V senátu setrvala do roku 1935.
Podle údajů k roku 1925 byla malorolnicí v Džbánově u Litomyšle.
K Anně Chlebounové patřil neodmyslitelně šátek přes vlasy uvázaný pod bradou, díky kterému byla nepřehlédnutelná. Na veřejnosti se takto prezentovala jako žena českého venkova.